# Leucothyreus kulzeri
Leucothyreus kulzeri är en skalbaggsart som beskrevs av Frey 1976. Leucothyreus kulzeri ingår i släktet Leucothyreus och familjen Rutelidae. Inga underarter finns listade i Catalogue of Life.